# NROL-76
NROL-76 — запуск засекреченного разведывательного спутника Национального управления военно-космической разведки США (англ. National Reconnaissance Office, NRO). Название, технические характеристики и рабочая орбита аппарата не разглашаются. Опубликованная официально информация о закрытой для движения морского и авиатранспорта зоны, а также данные временной шкалы полёта ракеты-носителя позволяют лишь предположить возможное наклонение орбиты выведения, массу и функцию аппарата. Согласно лицензии на запуск, выданной Федеральным управлением гражданской авиации, спутник планировалось вывести на низкую околоземную орбиту, без указания точных её параметров.
Первый запуск спутника NROL для компании SpaceX. До этого аппараты для данного правительственного ведомства запускались преимущественно ракетами семейств «Атлас» и «Дельта» компании United Launch Alliance.
Впервые информация о предстоящем запуске появилась в мае 2016 года. Согласно заявлению официальных лиц NRO, соглашение о запуске NROL-76 было заключено в 2013 году. Поскольку на тот момент ракета-носитель Falcon 9 не была сертифицирована для оборонных правительственных запусков, контракт был подписан не напрямую между SpaceX и NRO, а с участием третьей стороны, американской компанией Ball Aerospace, производителем космической техники, в частности аппаратов для оптической съёмки с орбиты, которая, по-видимому, и является производителем данного спутника.
30 апреля 2017 года попытка запуска была прервана за 52 секунды до старта ракеты-носителя из-за выявленной неполадки датчика первой ступени.

Запуск выполнен 1 мая 2017 года в 11:15 UTC ракетой-носителем Falcon 9 со стартового комплекса LC-39A, расположенного на территории Космического центра им. Кеннеди, штат Флорида. Первая ступень выполнила успешную посадку на площадке Посадочной зоны 1.

## Фотогалерея

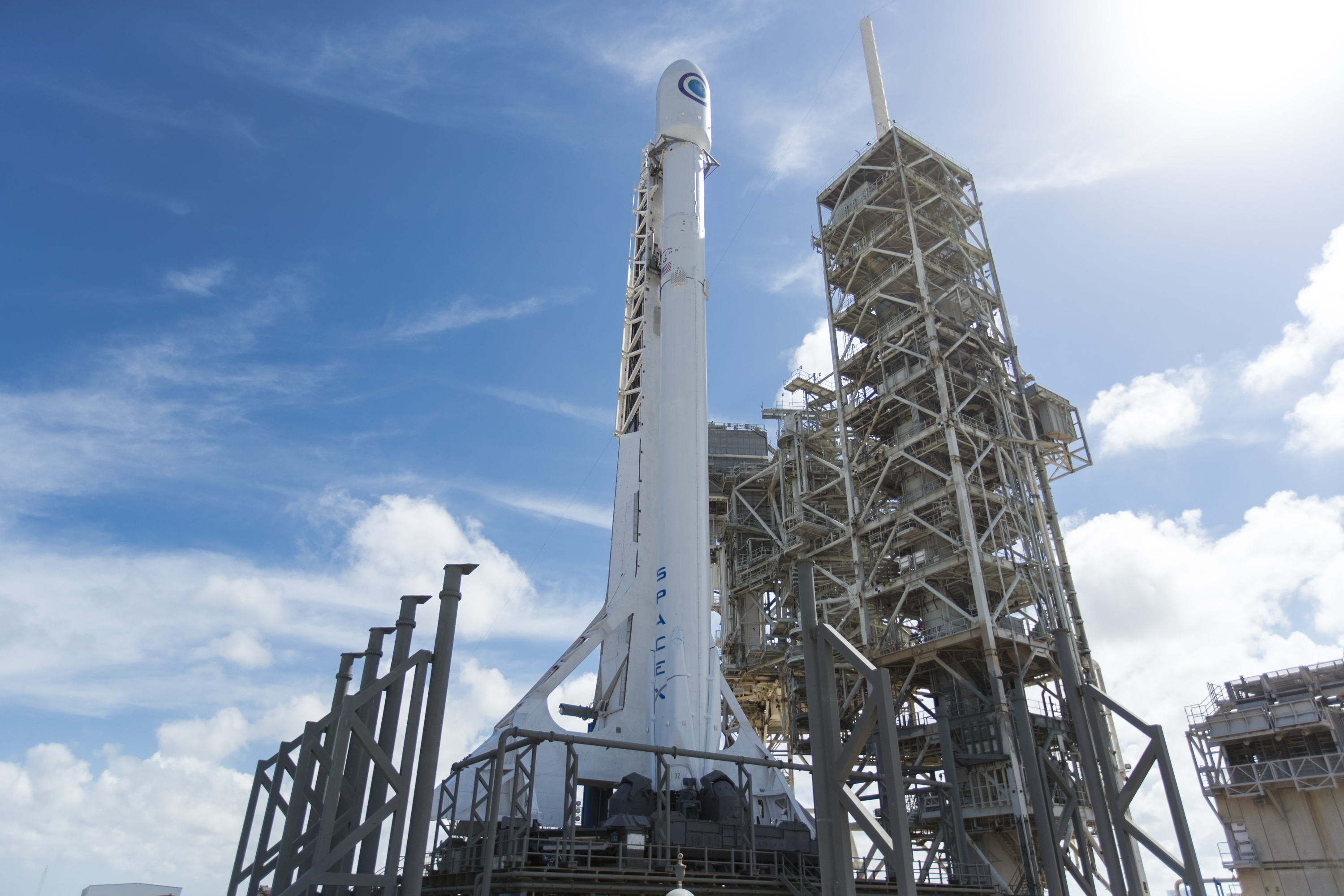
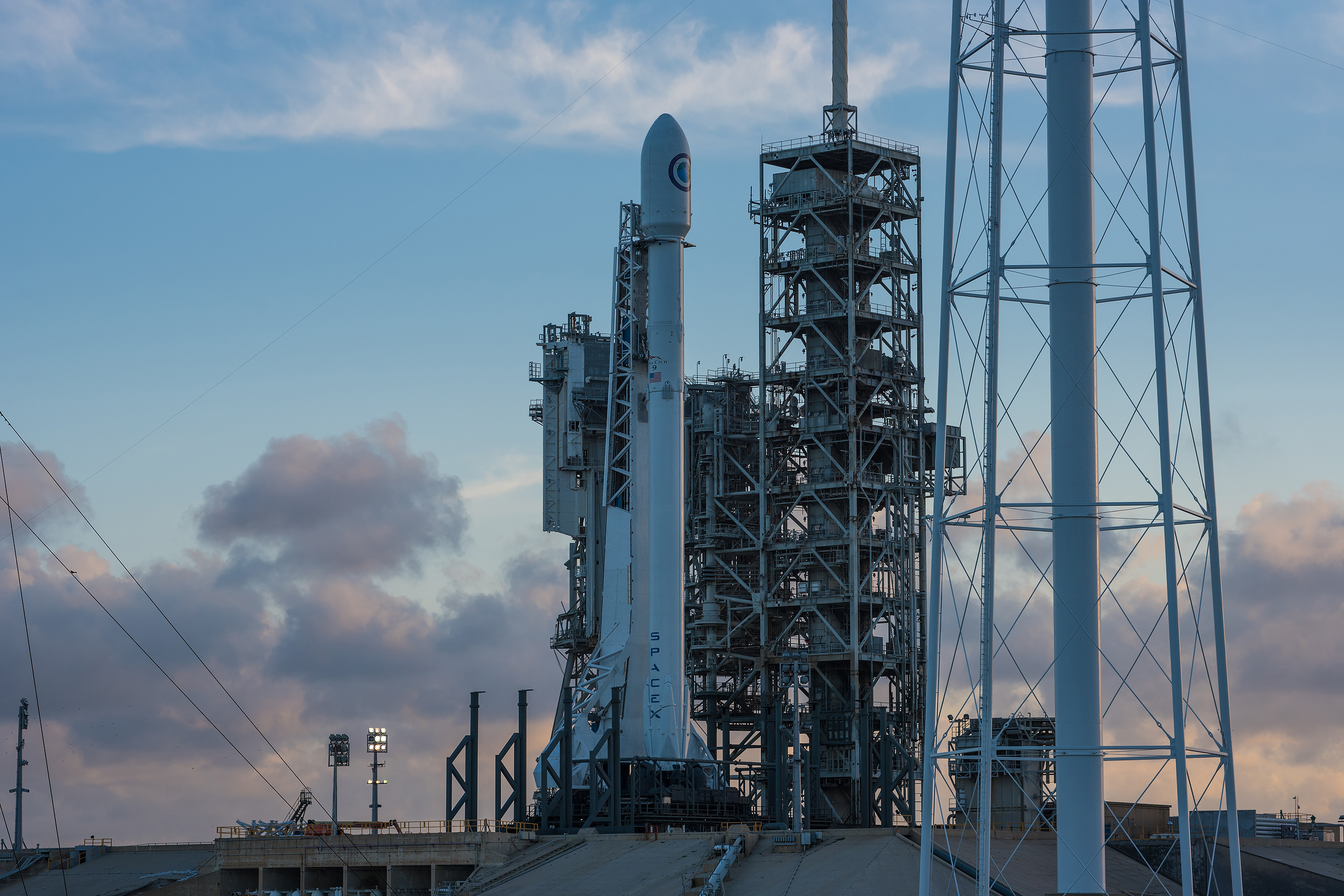
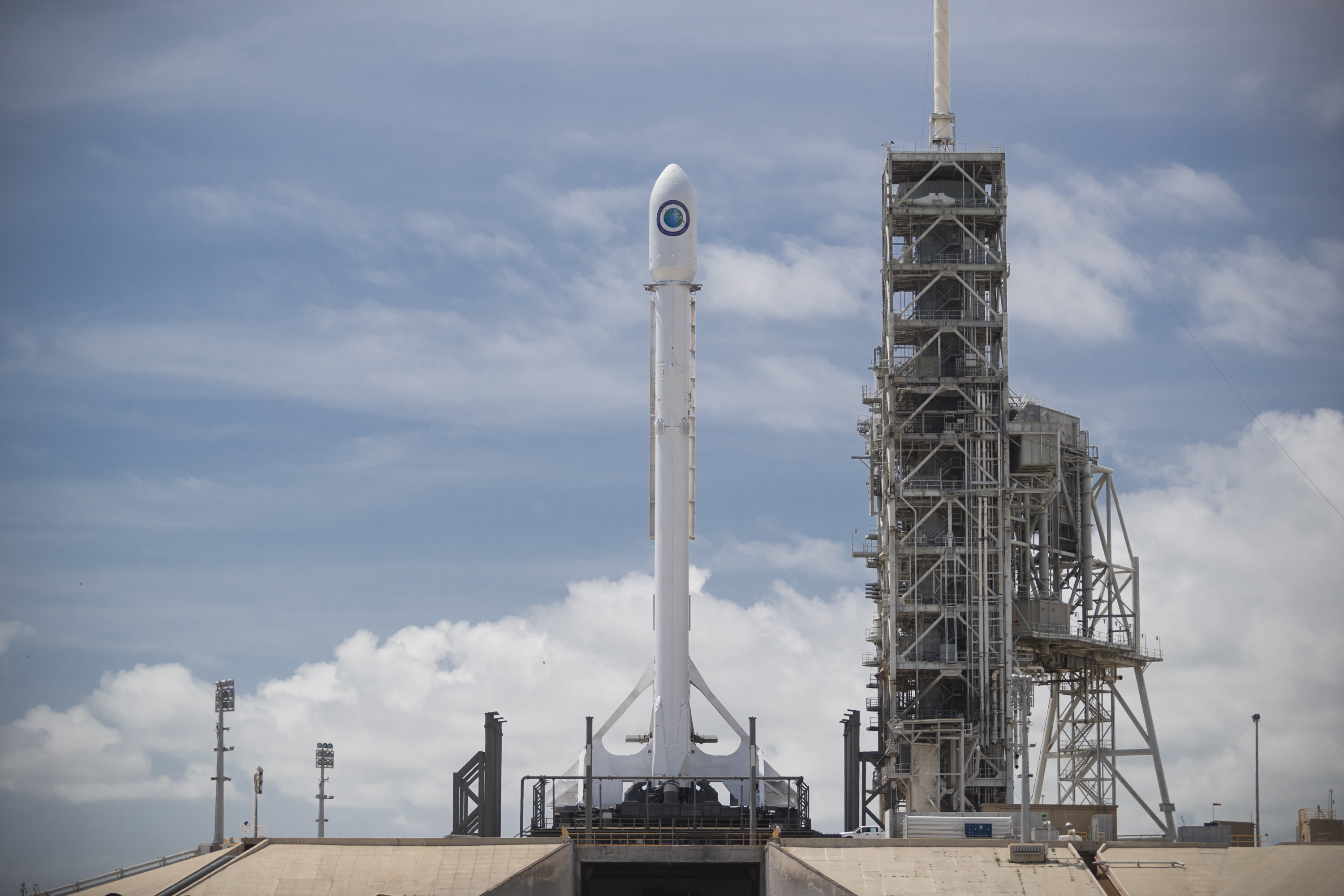

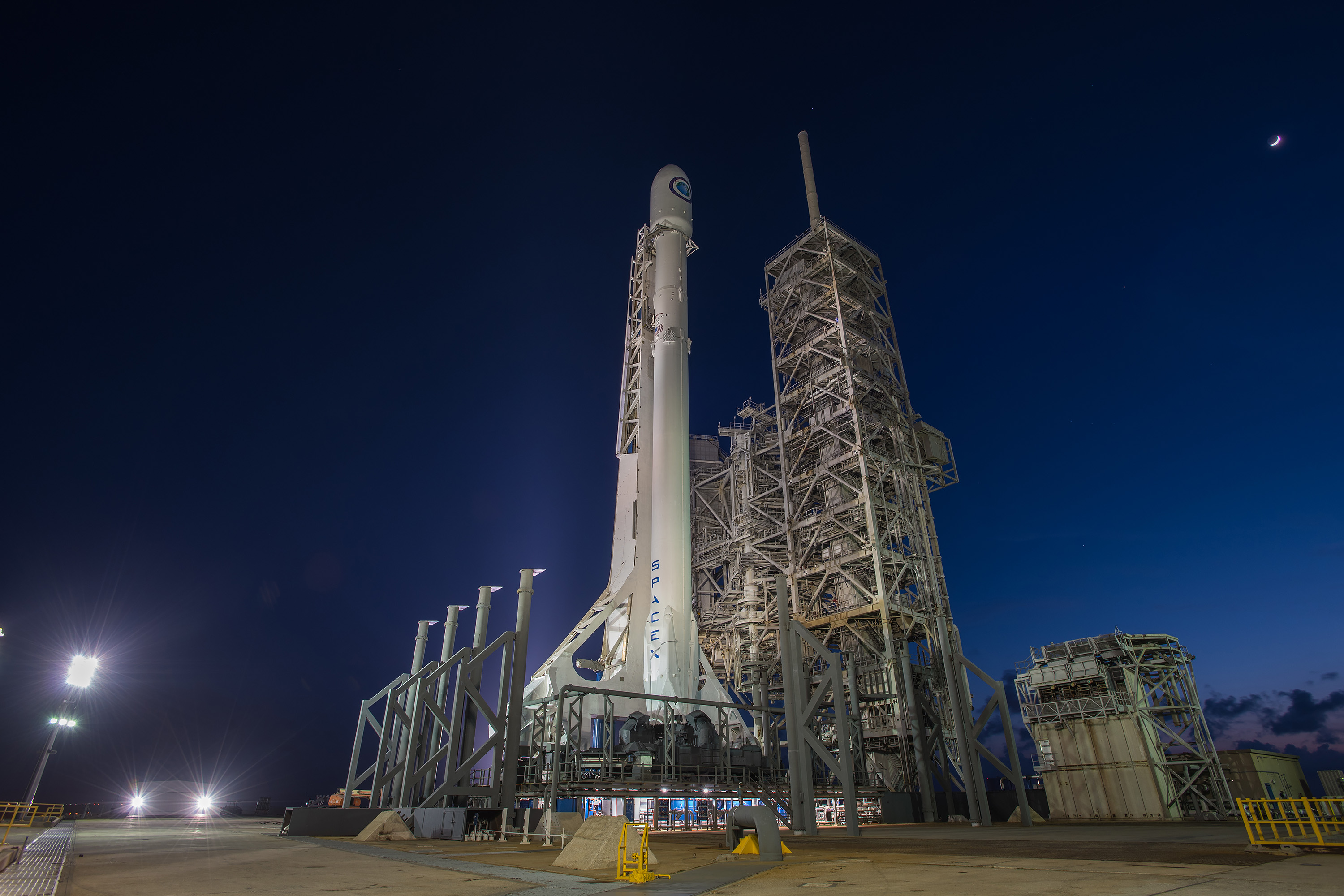
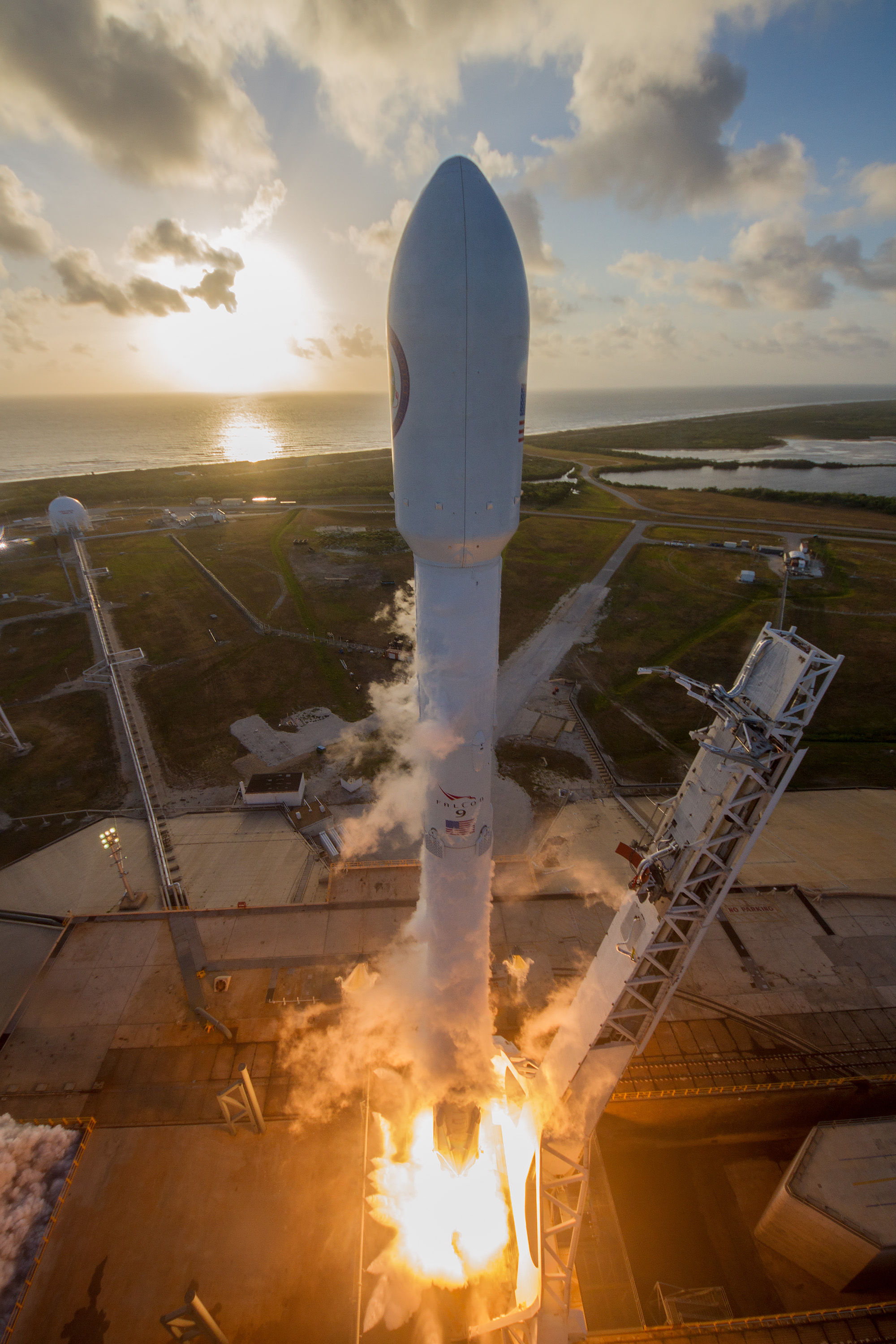
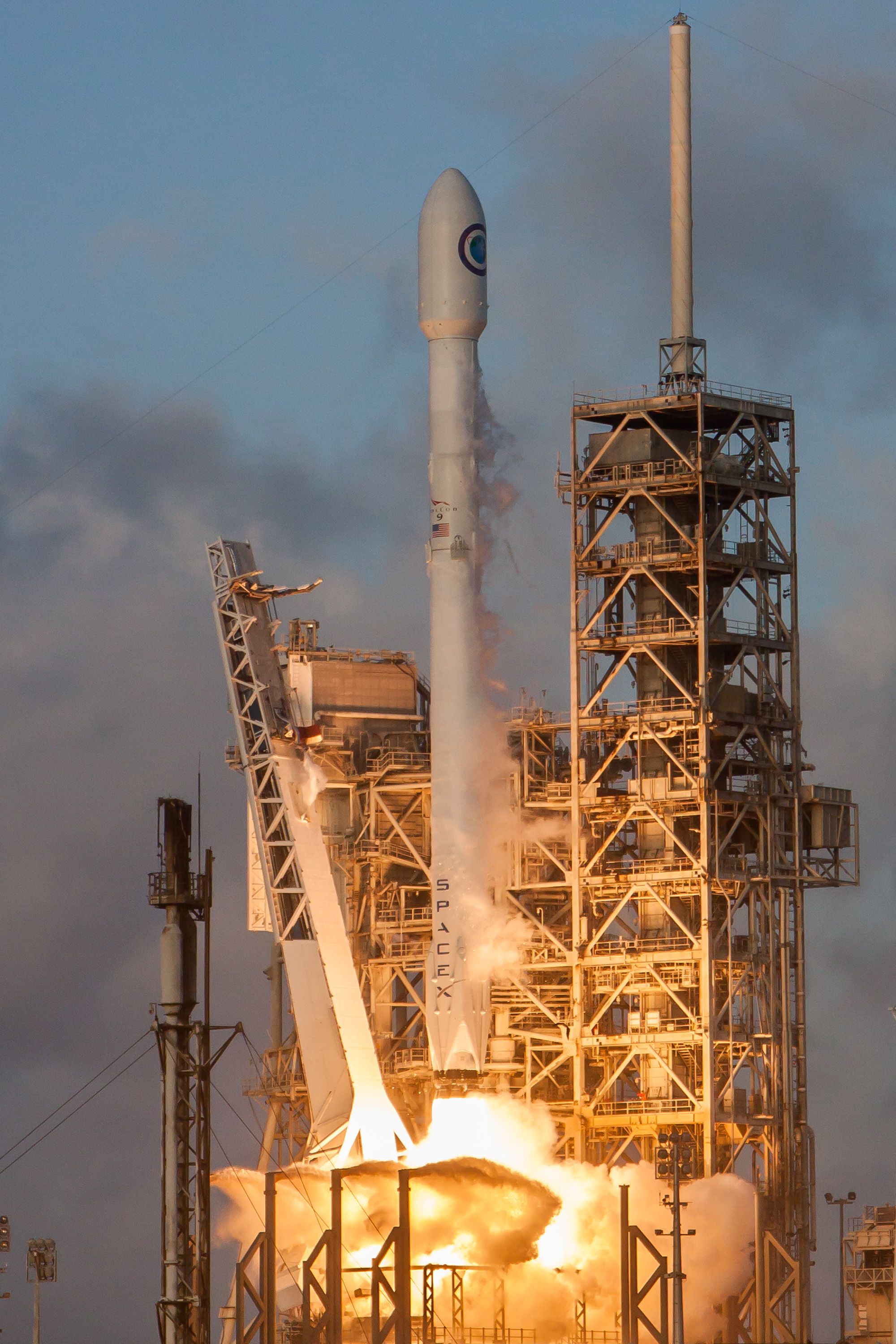
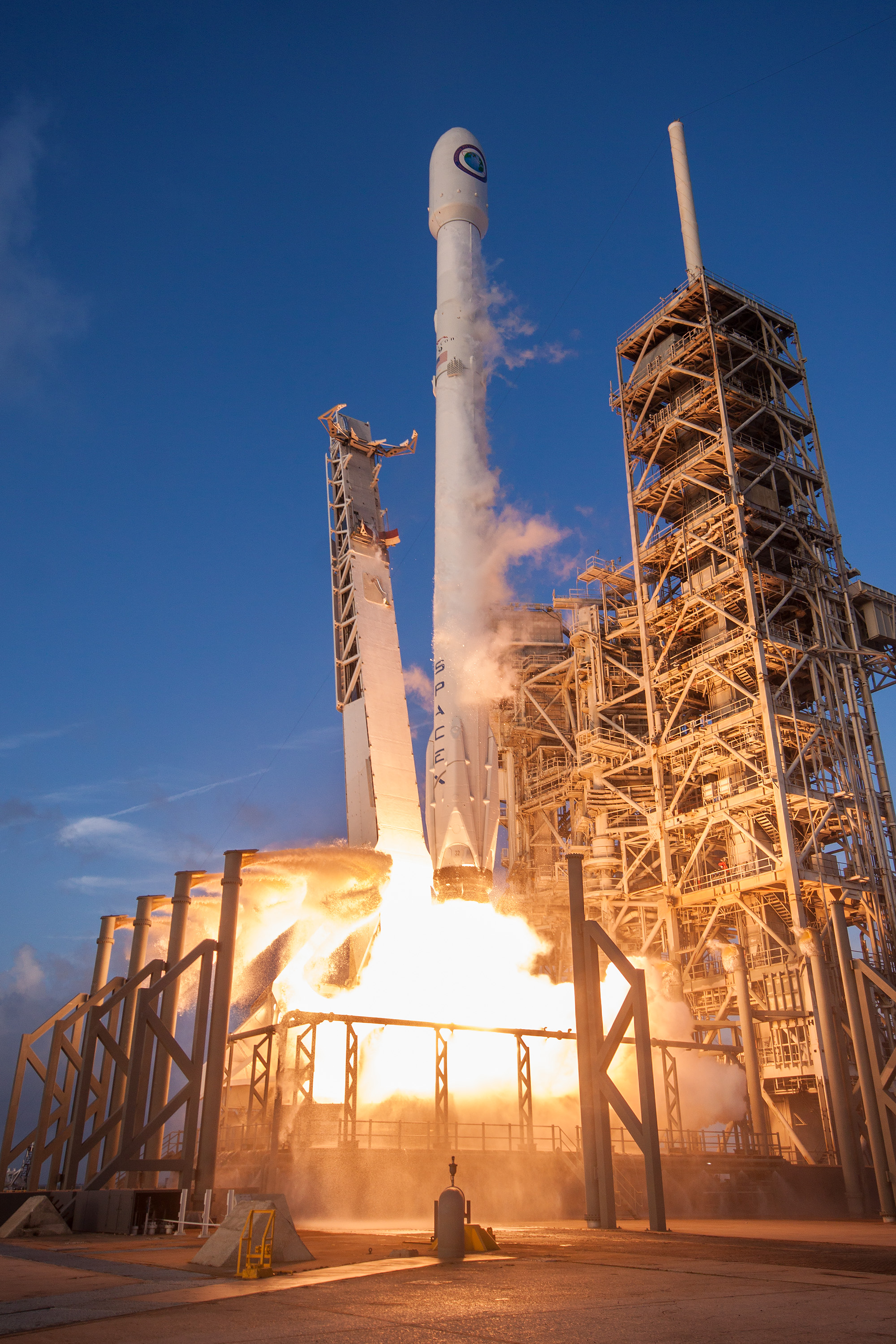
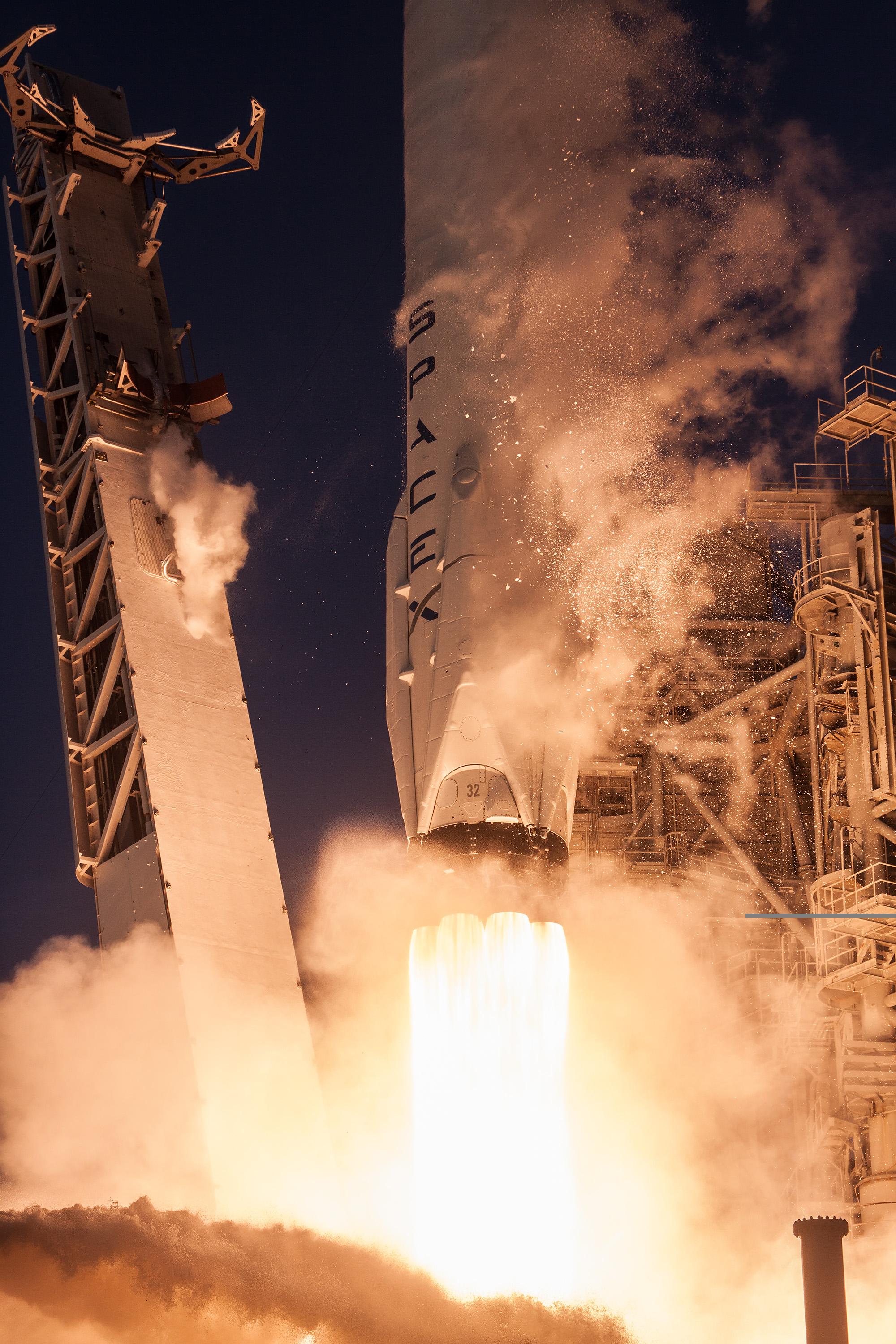

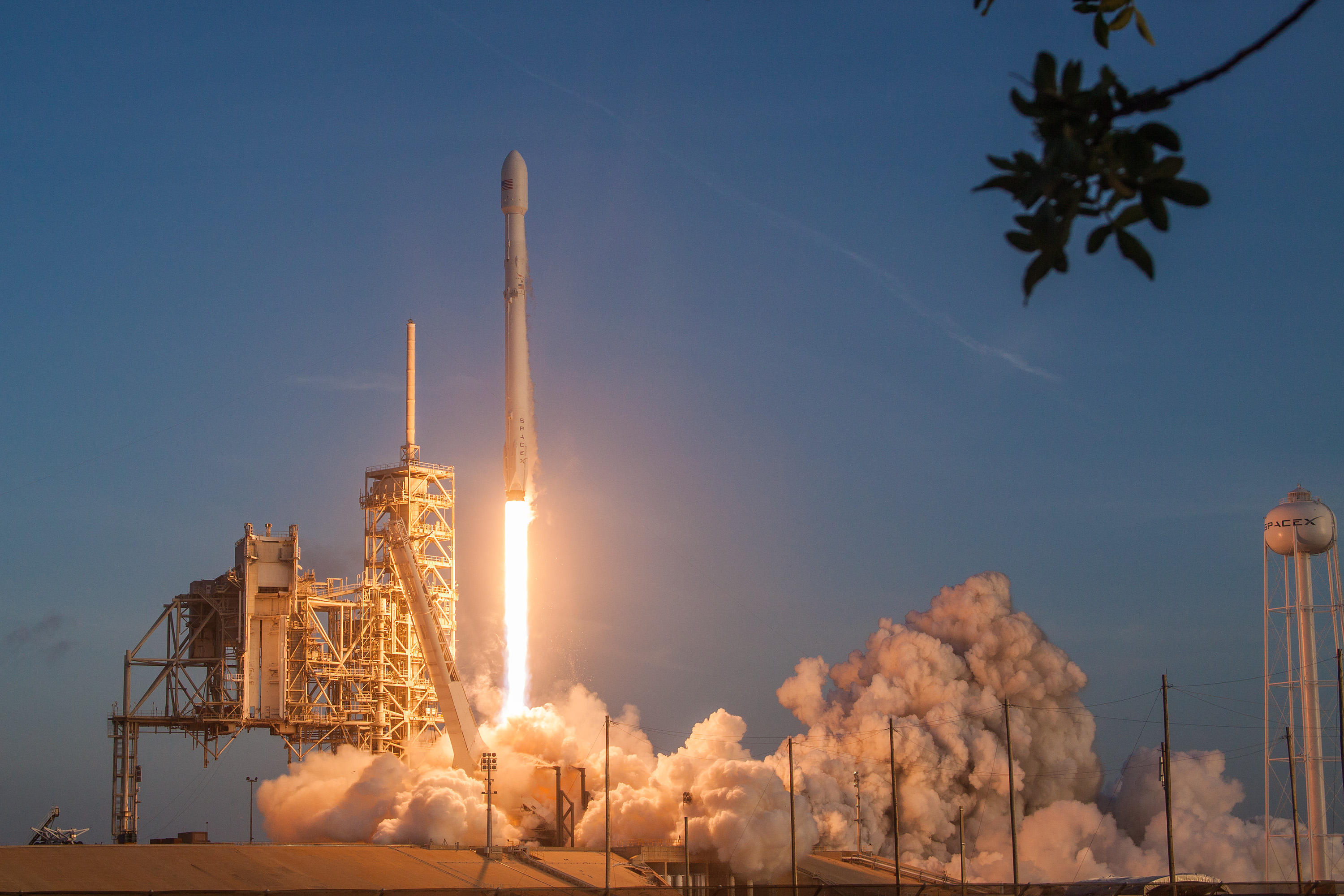
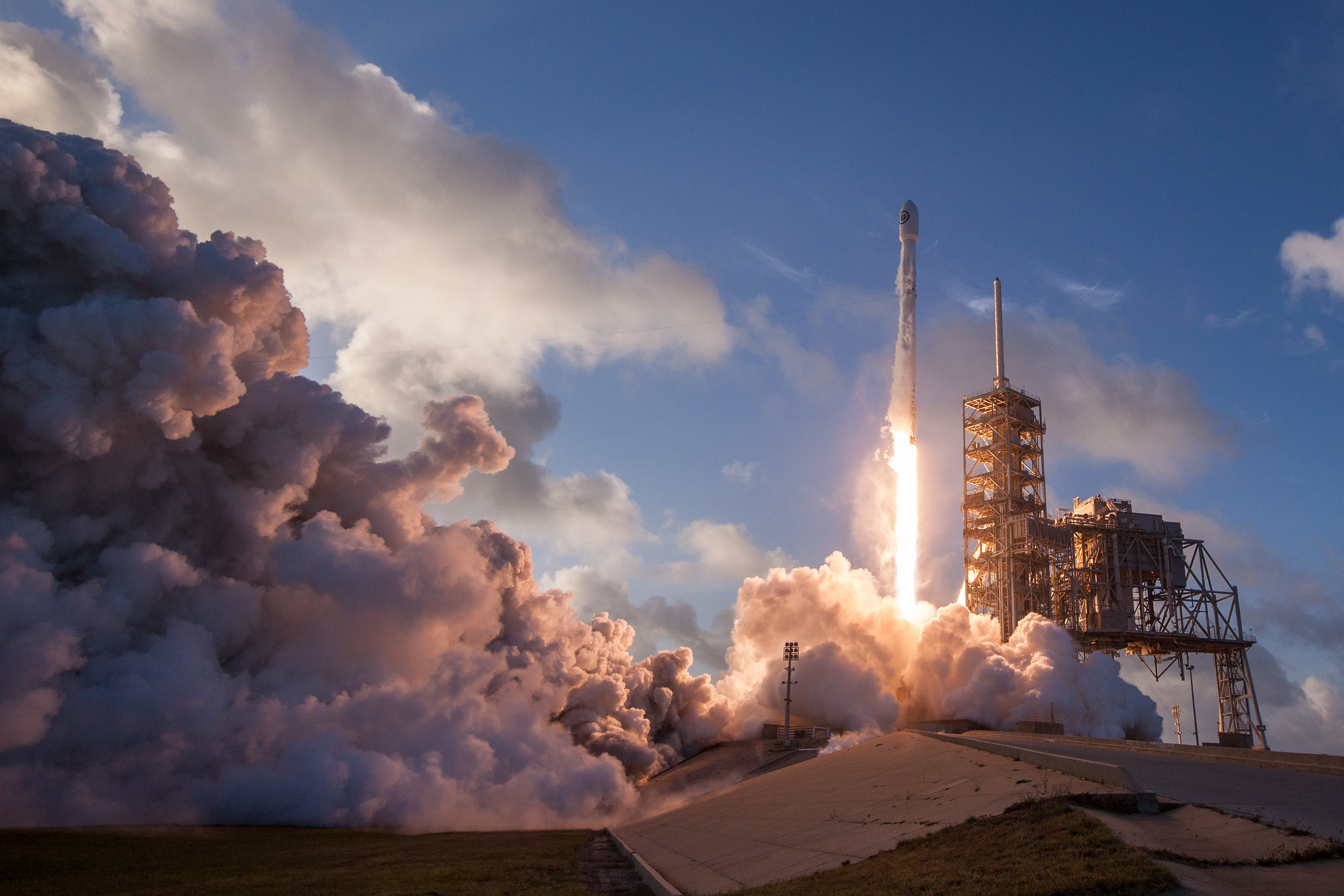
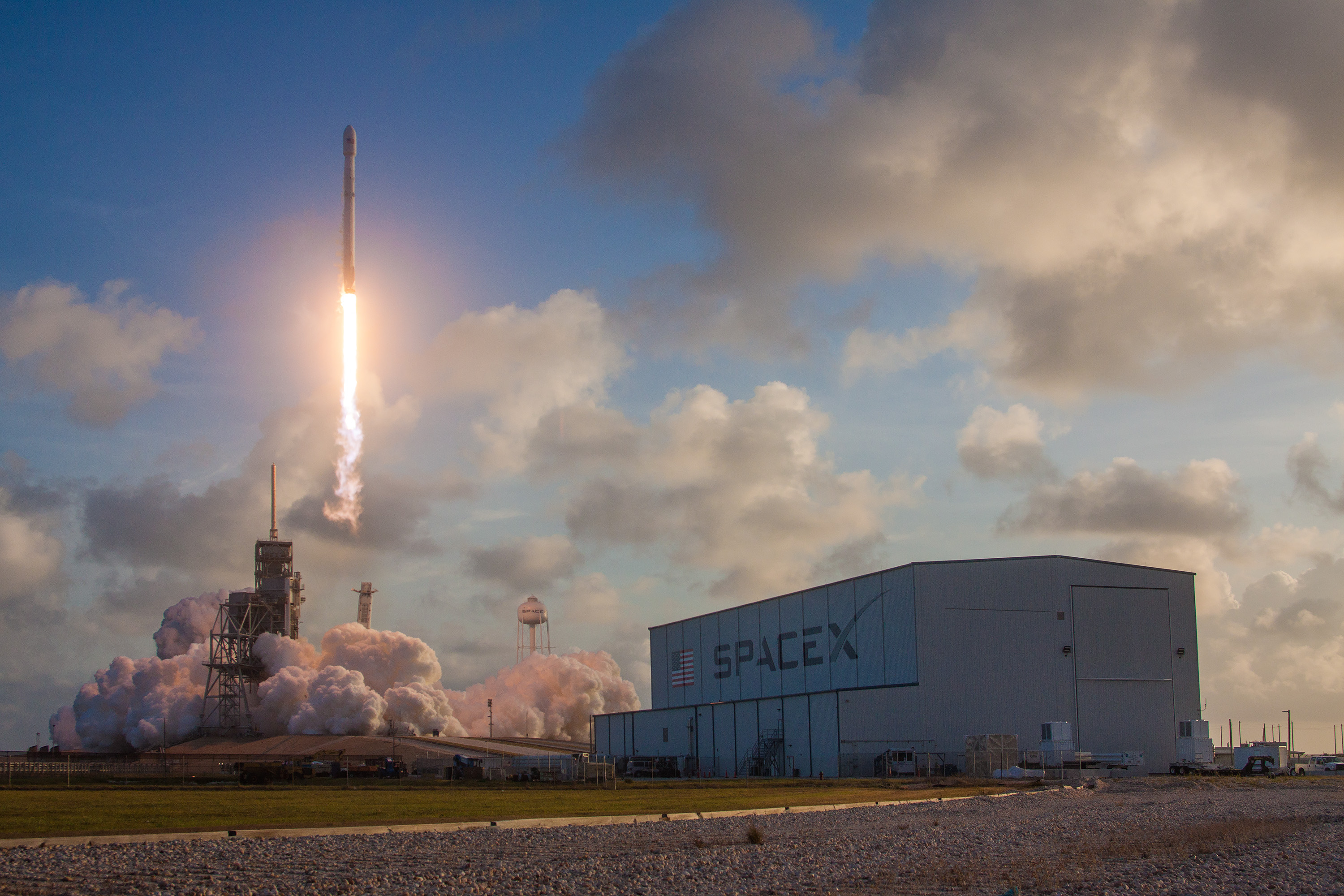

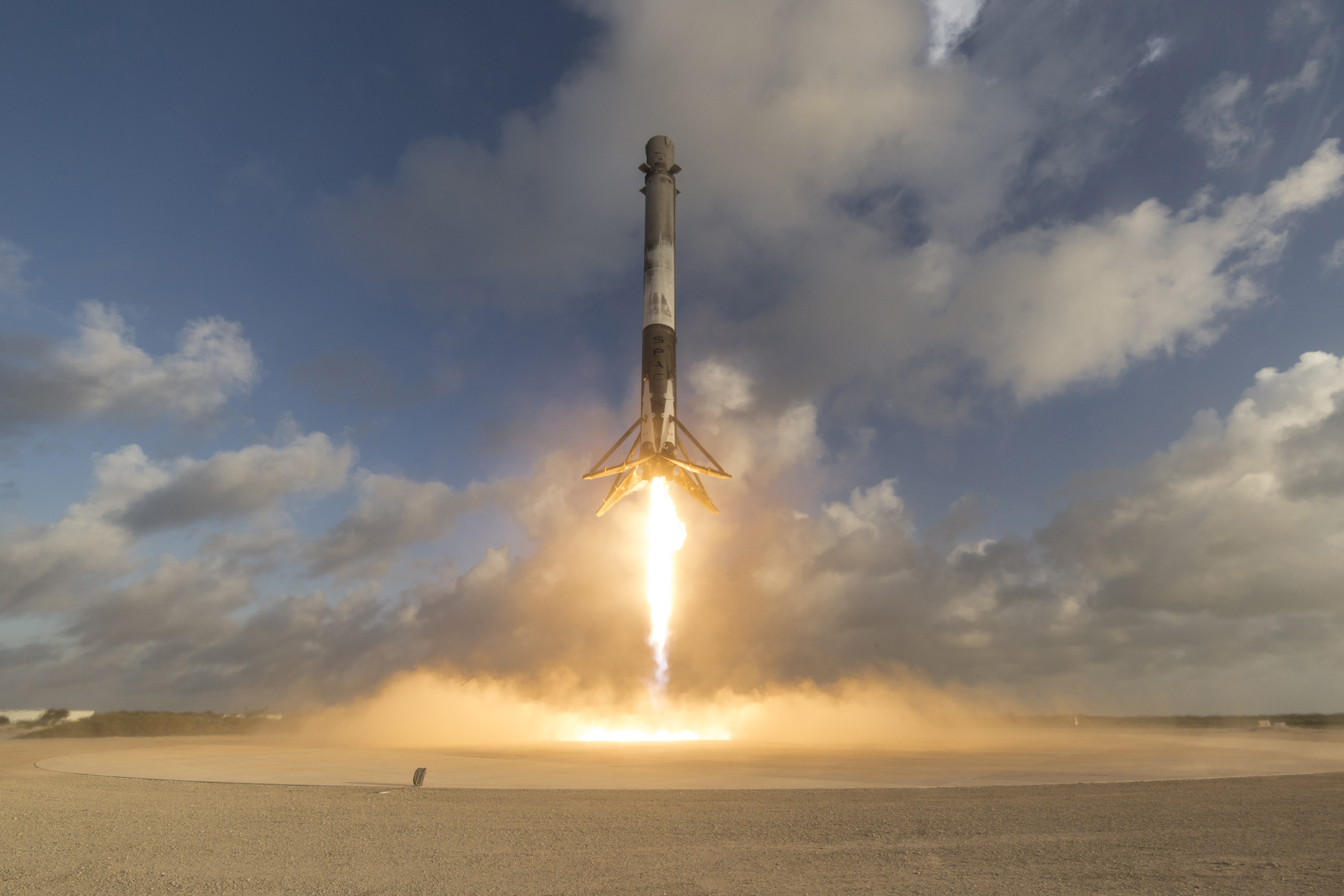
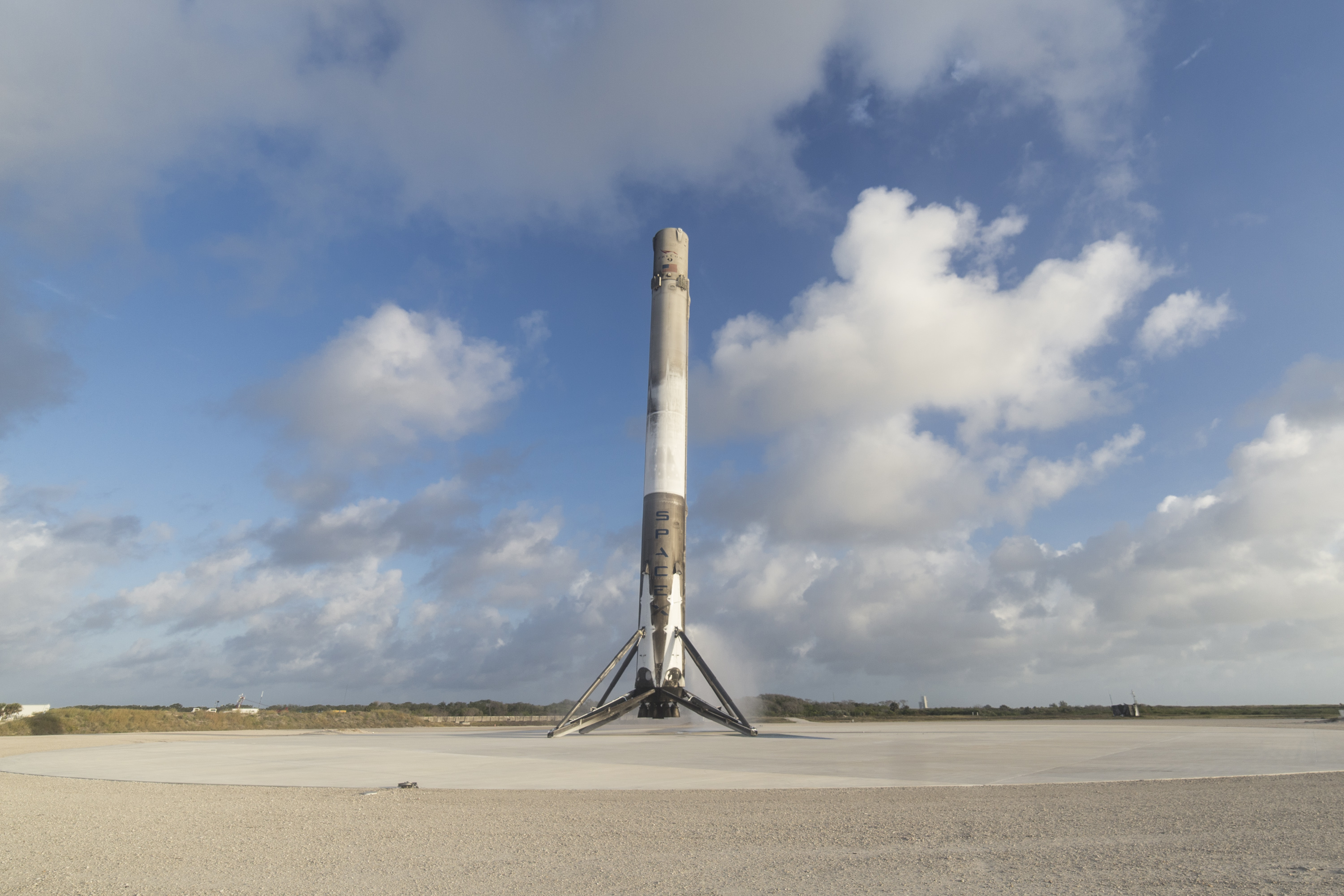